# Joanna Hellgren
Joanna Hellgren (ur. 1981) – szwedzka autorka komiksów i ilustratorka książek dla dzieci.
W Polsce nakładem Wydawnictwa Zakamarki w 2013 roku ukazała się książka Åsy Lind Chusta babci (oryg. Mormors sjal, 2012) z ilustracjami Joanny Hellgren.